# 7218 Skácel
7218 Skácel eller 1979 SK är en asteroid i huvudbältet som upptäcktes den 19 september 1979 av den tjeckoslovakiske astronomen Jaroslav Květoň vid Kleť-observatoriet. Den är uppkallad efter den tjeckiska poeten Jan Skácel.